# TDI Vector
TDI Vector, còn được gọi là Kriss Vector, là một trong nhiều loại súng tiểu liên được phát triển bởi Transformational Defense Industries. Nó sử dụng hệ thống giật bất đối xứng để giảm độ giật khi bắn tránh việc khi bắn tự động thì nòng súng trở nên chếch lên trên.

## Lịch sử
Vào mùa xuân năm 2007, TDI tuyên bố phát triển một khẩu súng tiểu liên mới. Nó là một vũ khí thử nghiệm đang trong giai đoạn phát triển tiên tiến vào thời điểm đó. Cái tên Kriss xuất phát từ một con dao găm Đông Nam Á với lưỡi dao hình ngọn lửa. 
Nguyên mẫu thế hệ thứ hai của Vector, được gọi là K10, đã được công bố tại SHOT Show2011. Đây là một phiên bản nhỏ gọn hơn một chút của Vector dựa trên cùng một hệ thống Super V. Sự khác biệt chính là thiết kế lại máy thu thấp hơn dành cho khả năng hoán đổi cỡ nòng dễ dàng; Chỉ sử dụng một chân gỡ xuống duy nhất, người dùng có thể thay đổi giữa 9x19mm, .40 S & 0,45 ACP bằng cách gắn các máy thu thấp hơn khác nhau. Điều này cũng mang lại một thiết kế lại của tay cầm sạc, mà bây giờ đi theo đường chéo, gần như theo chiều dọc, và có thể được gắn ở hai bên của vũ khí. Sự khác biệt đáng chú ý khác là một cổ phiếu telescoping mới thay vì một gấp, và một ống đường sắt phụ kiện bốn mặt xung quanh thùng.  K10 không được hiển thị sau SHOT Show 2013 và tình trạng của nó không được biết và có khả năng đã bị hủy bỏ. 
Kriss đã công bố các phiên bản "Gen II" của các mẫu Vector ban đầu vào năm 2015. Chúng có báng súng lục được thiết kế lại, kích hoạt, bộ chọn an toàn và khả năng tương thích với độ thấp hơn 9x19mm mới. Chúng dường như đã thay thế các nguyên mẫu K10, mặc dù không có tính năng nào từ K10 được mang theo.

## Thiết kế
Bằng sáng chế của TDI Vector đã được cấp cho kỹ sư người Pháp Renaud Kerbrat. Loại súng này còn được gọi là Kriss Super V, nó sử dụng cơ chế khớp nối để ngăn vỏ đạn văng ra ngoài một cách không kiểm soát mà thay vào đó là sẽ được đẩy vào một khe nằm phía sau băng đạn và rơi ra có trật tự. Vector là loại đầu tiên sử dụng cách hoạt động này và công ty đã tuyên bố là cơ chế của loại súng này cũng có thể chịu được sức mạnh của loại đạn .45 ACP. Một phiên bản mới của loại đạn đó là .40 S&W cũng đã được sản xuất.
Loại súng này có thể bắn khi tựa vào vai của xạ thủ như một loại súng trường hay tác chiến trên tay như nhiều loại súng ngắn. Nhà sản xuất tuyên bố rằng hệ thống giật bất đối xứng có thể triệt tiêu gần như hoàn toàn độ giật có thể làm nòng súng chếch lên trên khi bắn tự động, cũng như cách nhả vỏ đạn phía sau băng đạn có thể giúp xạ thủ ít nguy cơ bị kẹt đạn khi đang chiến đấu và nó rất dễ tháo gỡ để bảo trì mà không cần dụng cụ.

## Biến thể
Kriss Vector đã trải qua hai thế hệ sửa đổi. Phiên bản Gen I là mô hình cơ bản của họ Vector. Sau đó, nó được thay thế bằng phiên bản Gen II cải tiến có báng súng lục và kích hoạt được thiết kế lại và có góc xoay của cần số an toàn giảm từ 120 xuống 45 độ. Nó cũng loại bỏ việc mở phía trên nòng súng cho ánh sáng vũ khí Surefire tùy chọn của vũ khí ban đầu, vì chúng không còn được sản xuất nữa.  Ngoài lớp phủ Flat Black ban đầu, lớp phủ Cerakote của nhà máy tùy chọn hiện có màu Olive Drab (màu xanh lá cây), Flat Dark Earth (tan), Alpine (trắng) hoặc Combat Gray. 
Biến thể Vector SMG chỉ có sẵn để sử dụng cho quân đội và thực thi pháp luật. Nó có một thùng 5,5 inch (với tùy chọn thùng 6,5 inch trên phiên bản Gen II), báng súng gấp, các điểm tham quan sắt dự phòng của Midwest Industries (BUIS) (MagPul MBUS trên vũ khí Gen II), ray Picatinny dài đầy đủ để lắp các quang học / phạm vi khác nhau và bộ chọn hai chế độ bắn (đơn và tự động đầy đủ) hoặc bộ chọn ba chế độ bắn (đơn, hai viên và tự động ). Nó chỉ được bán như một vũ khí hoàn chỉnh với đạn .45 ACP và 9×19mm Parabellum, mặc dù do bản chất của vũ khí, gói kích hoạt tự động tương thích với bất kỳ Vector thấp hơn. Mẫu sử dụng đạn 9mm  tương thích băng đạn của  Glock 17(thường là băng 33 viên mở rộng được sử dụng bởi Glock 18) và mẫu sử dụng đạn .45 ACP sử dụng băng đạn của Glock 21. 
Các biến thể bán tự động được sản xuất và có sẵn cho thị trường dân sự Hoa Kỳ. Có ba mẫu súng chính, Vector CRB, Vector SBR và Vector SDP. Ngoài Parabellum 9×19mm và .45 ACP,chúng cũng có thể được chứa đạn .40 S &W (sử dụng băng đạn Glock 22), Auto 10mm (sử dụng băng đạn Glock 20) hoặc .357 SIG (sử dụng băng đạn Glock 31). Một biến thể được trang bị cho IMI 9×21mm được cung cấp từ các băng đạn của Glock 17 9×19mm tiêu chuẩn có sẵn cho thị trường dân sự Ý. Biến thể .22 LR được cung cấp từ một băng đạn 10 viên độc quyền và các chức năng sử dụng hệ thống nạp đạn bằng phản lực bắn (blowback) thẳng truyền thống thay vì hệ thống trì hoãn Super V. Các phiên bản thị trường dân sự Canada (và một số của Mỹ) chỉ đi kèm với các băng đạn 10 viên bị chặn thay vì các băng đạn đầy đủ công suất. Giống như các mẫu để Thực thi Pháp luật / tiểu liên quân sự, vector mẫu dân sự có thể được chuyển đổi thành buồng và bắn các cỡ nòng khác nếu các nhóm nhận thấp hơn được thay đổi. 
Kriss Vector CRB thùng 18,6 inch (phiên bản Canada)
- Vector CRB (carbine) là một carbine bán tự động với phần mở rộng gắn vĩnh viễn vào nòng 5,5 inch tiêu chuẩn, mở rộng nó đến 16 inch (410 mm), dành cho các tiểu bang có lệnh cấm súng trường nòng ngắn, với phiên bản 18,6 inch (470 mm) được sản xuất cho thị trường Canada. Mô hình tiêu chuẩn có một báng gấo (cố định ở các tiểu bang nơi luật pháp tiểu bang cấm). Các biến thể tồn tại để tuân thủ các luật súng khác nhau của tiểu bang, bao gồm một biến thể "không có tính năng" hợp pháp của California với hàng rào bọc kẹp Kydex (cấm kẹp mặt sau của báng súng lục), ngừng tay thay thế bình thường dọc dọc và cổ phiếu Defiance DS150 gắn vĩnh viễn để cho chiều dài tổng thể là 36,5 inch (930 mm).
- Vector SBR (Súng trường nòng ngắn)là một cấu hình nòng ngắn bán tự động có cùng nòng 5,5 inch như súng tiểu liên hỏa lực chọn lọc.
- Vector SDP (Special Duty Pistol)là một cấu hình súng ngắn bán tự động có nắp gắn vĩnh viễn với giá treo thay cho cổ phiếu gấp. Ngoài ra còn có một cấu hình của Vector SDP được trang bị nẹp cánh tay chiến thuật SB được gọi là Vector SDP-SB (Special Duty Pistol - Stabilizing Brace).

Các phiên bản "Nâng cao" của Gen II CRB và SBR cũng có sẵn với các bộ chuyển đổi cổ phiếu kiểu M4 sụp đổ thay vì cổ phiếu gấp tiêu chuẩn (bao gồm cổ phiếu Magpul UBR) và tấm vải liệm nòng hình chữ nhật cho CRB, mặc dù các phụ kiện này cũng có thể được mua riêng.

## Phiên bản
Có năm phiên bản của loại súng này đã được chế tạo và mua bán. Ví dụ như phiên bản Vector SMG có nòng dài khoảng 5,5 inch. TDI cũng được sản xuất với phiên bản bán tự động để bán trên thị trường dân dụng. Khẩu carbine bán tự động có tên Vector CRB/SO cũng đã được chế tạo.